# Per Winge

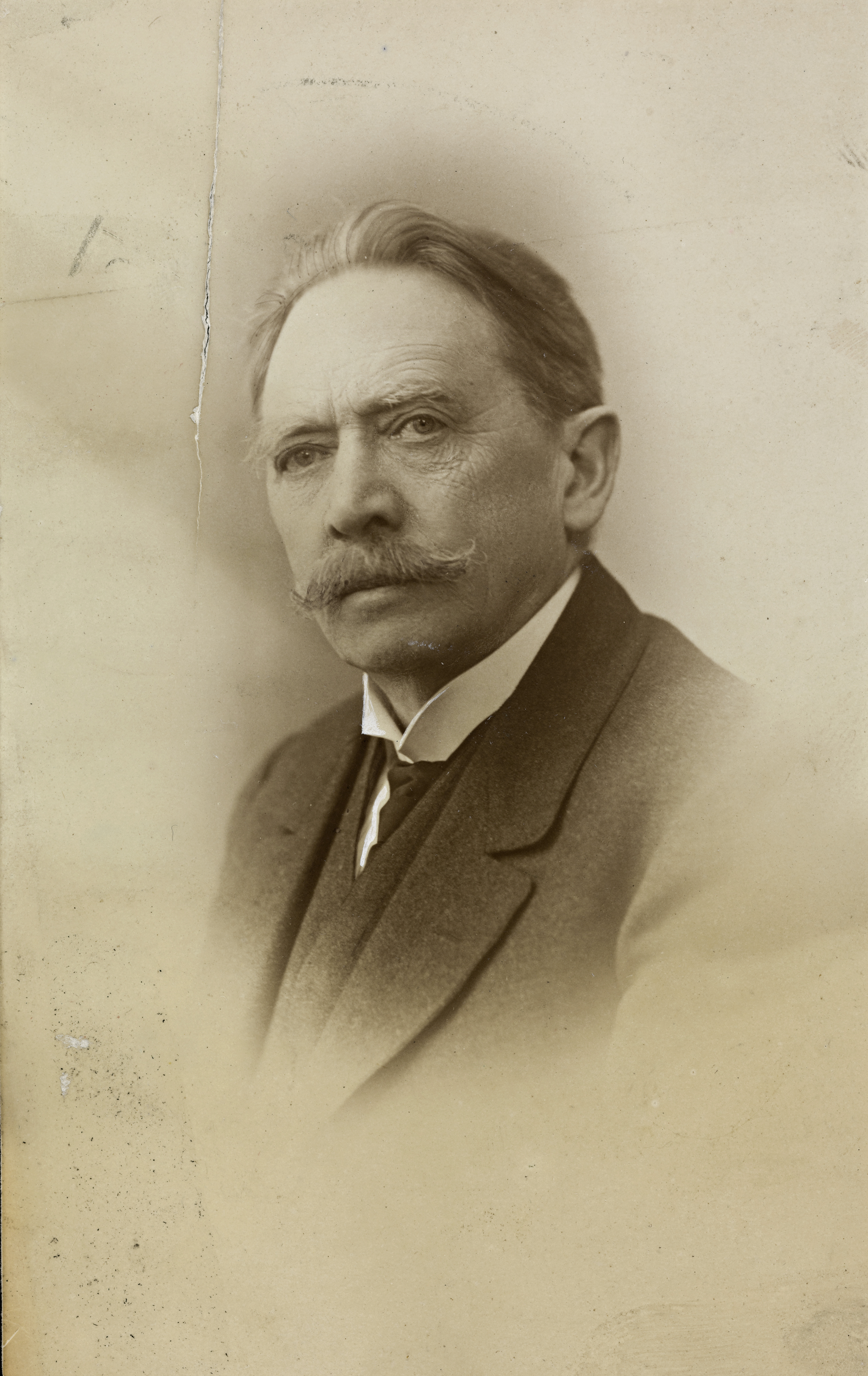
Per Winge

Per Winge (* 27. August 1858 in Kristiania; † 7. September 1935 in Oslo) war ein norwegischer Komponist, Dirigent, Pianist und Organist.

## Leben
Der Sohn des Konsuls und Musikliebhabers Axel Winge begann nach dem Besuch der Kathedralschule 1875 ein Jurastudium an der Universität von Kristiania. Daneben nahm er Klavierunterricht bei Otto Winter-Hjelm und Edmund Neupert und Unterricht in Musiktheorie bei Johan Svendsen. Er studierte dann Musik in Leipzig (1883–84) und Berlin (1884–86). 1886 debütierte er mit der Aufführung eigener Werke in Kristiania.
Von 1886 bis 1888 dirigierte er das Orchester der Musikselskabet Harmoniens in Bergen, danach wirkte er als Organist und Musiklehrer in Drammen. 1893–94 war er Zweiter Dirigent der Musikforeningen in Kristiania, dann bis 1899 Kapellmeister an Theater der Stadt. Als er hier 1897 bei einer Aufführung von Gunnar Heibergs Folkeraadet die Musik von Frederick Delius zu dem Stück dirigierte, schoss der Maler Albert Tønnesen einen mit losem Schießpulver geladenen Revolver mehrmals auf ihn ab und warf ihn schließlich auf ihn. Grund war ein in Moll gesetztes Stück aus der Nationalhymne Ja, vi elsker dette landet.
Von 1899 bis 1902 war Winge Kapellmeister am Centralteatret, danach kehrte er an das Nationaltheater zurück. Von 1908 bis 1927 war er Organist an der Grønland kirke. Daneben unterrichtete er von 1895 bis 1920 am Konservatorium von Kristiania und war bis 1931 Musiklehrer an verschiedenen höheren Schulen. Von 1916 bis 1919 war er Chorleiter der Norske Studentersangforening.
Zum kompositorischen Werk Winges zählen neben 60 Romanzen und Chorwerken ein Klaviertrio, eine Violinsonate sowie Schauspielmusiken zu Holger Drachmanns Tusig och en nat, Barbra Rings Köngens hjerte (1910), Hans Wiers-Jenssens Nr. 333, Ludvig Müllers Den nye Lensmanden und Vilhelm Krags Livet en Leg. 1920 wurde er mit der Goldenen Kongens fortjenstmedalje ausgezeichnet, außerdem erhielt er auch die Medaille Litteris et Artibus. Winge war Enkel des Juristen Peder Carl Lasson und Cousin der Komponisten Halfdan Kjerulf, Paul Winge und Per Lasson, der Malerin Oda Krohg und des Sängers Bokken Lasson.